# Tata Curvv
Tata Curvv — субкомпактный купеобразный кроссовер, выпускающийся с 2024 года индийской компанией Tata Motors. Продажи осуществляются с августа 2024 года на индийском рынке.

## Описание
Впервые Tata Curvv был представлен в апреле 2022 года в качестве концептуальной модели. В феврале 2024 года на выставке Auto Expo была представлена ещё одна почти серийная модель Curvv.
Базовой моделью для Curvv стала Nexon. В отличие от Nexon, длина увеличена на 313 мм, а колёсная база — на 62 мм.

## Технические характеристики
Tata Curvv оснащается 1,2-литровым бензиновым двигателем мощностью 87, 88 и 92 кВт (116, 118 и 123 л. с.), либо же 1,5-литровым турбодизельным двигателем. Двигатели сочетаются в паре с шестиступенчатой механической или семиступенчатой трансмиссией с двумя сцеплениями. Tata Curvv стал первым автомобилем массового рынка в Индии с дизельным двигателем в паре с семиступенчатой трансмиссией с двумя сцеплениями.
Электромобиль Tata Curvv EV оснащён аккумуляторами ёмкостью 45 или 55 кВт·ч с запасом хода 502 или 585 км по циклу MIDC. Мощности электродвигателей варьируются от 110 до 123 кВт (148—165 л. с.). Заявленный клиренс составляет 190 мм, а глубина заброда — 450 мм. 